# Estación Ōji
La estación Ōji (王子駅 Ōji-eki?) se encuentra ubicada en el barrio especial de Kita, en la prefectura de Tokio, Japón. Los andenes subterráneos pertenecen a la línea Namboku, operada por Tokyo Metro; mientras que los elevados pertenecen a la Línea Keihin-Tōhoku y es operada por el East Japan Railway Company (JR East). A escasos metros de la misma, se encuentra la estación Ōji-Ekimae de la Línea Toden Arakawa.

## Otros transportes
- Línea Toden Arakawa
  - Estación Ōji-Ekimae
- Toei Bus
  - Línea 41: destino Nitta (Adachi)
  - Línea 45: destino estación Kita-Senju
  - Línea 55: destino Nitta (Adachi)
  - Línea 78: destino terminal Otakibashi
  - Línea 49: destino terminal Senju y Oficina municipal de Adachi
  - Línea 11: destino Nitta (Adachi)
  - Línea 40: destino terminal norte

## Sitios de interés
- Parque Asukayama
- Museo de Asukayama
- Santuario Ōji
- Santuario Inari
- Oficina distrital norte
- Museo Shibusawa

## Imágenes

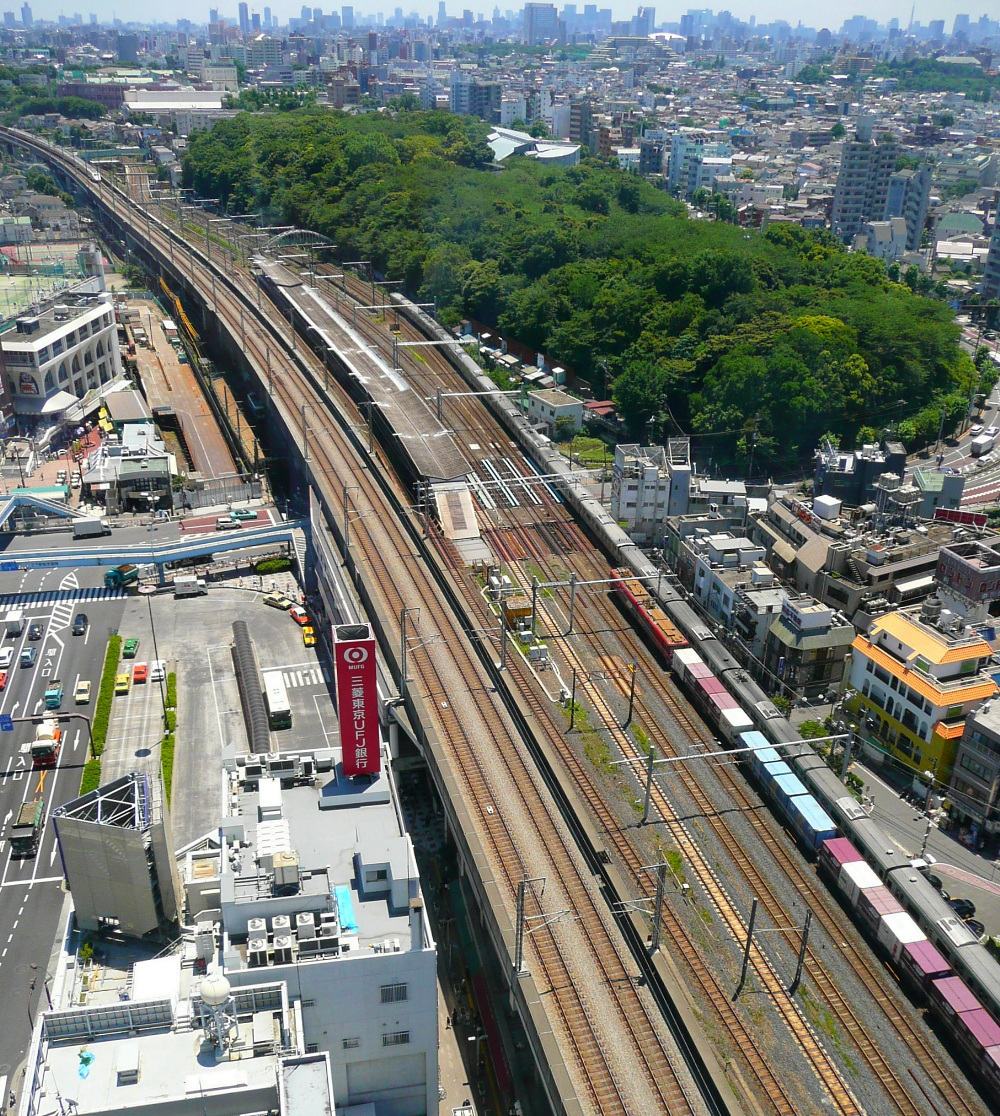
Vista aérea de la estación y el parque Asukayama
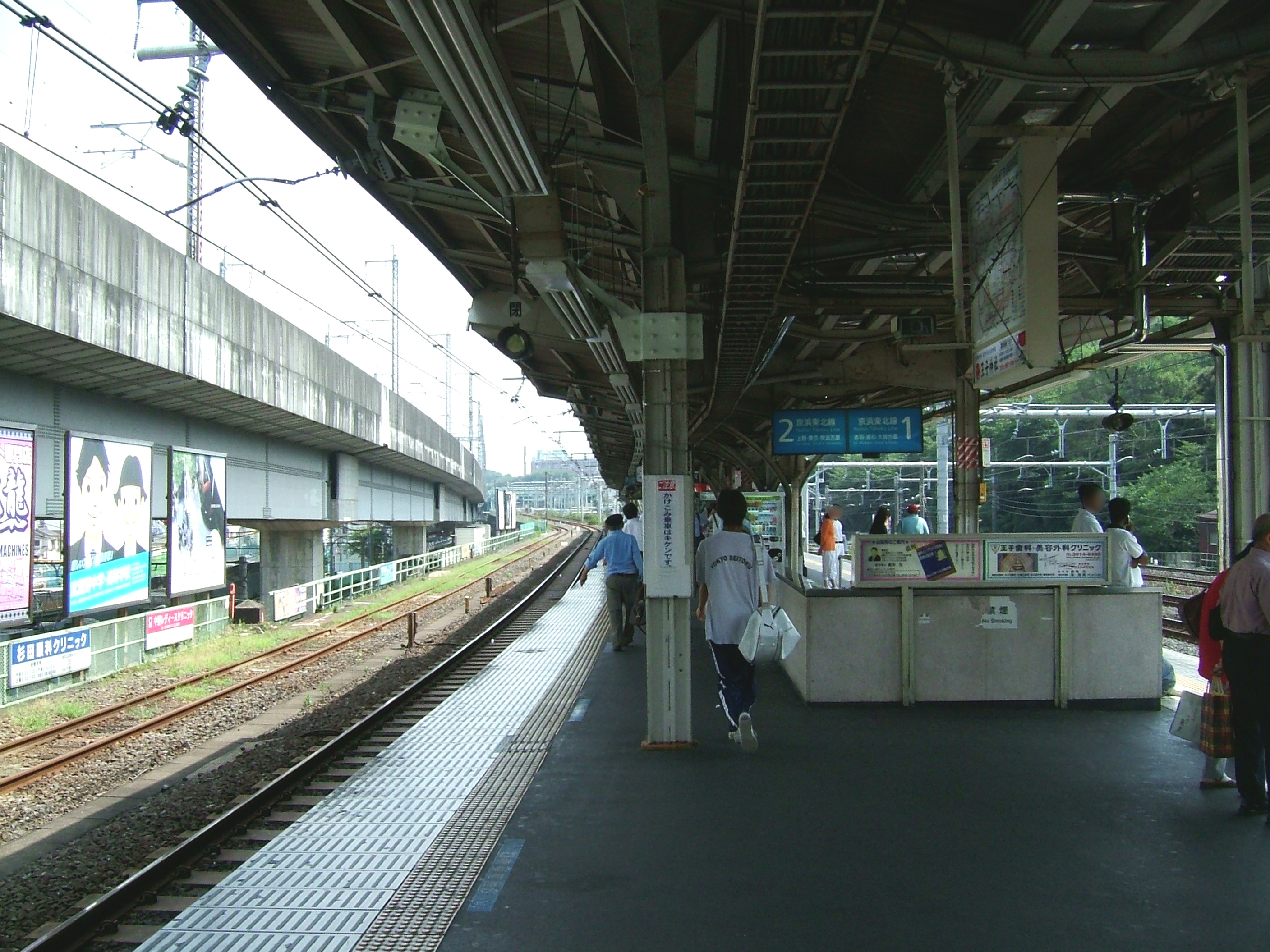
Andén de la línea Keihin-Tōhoku
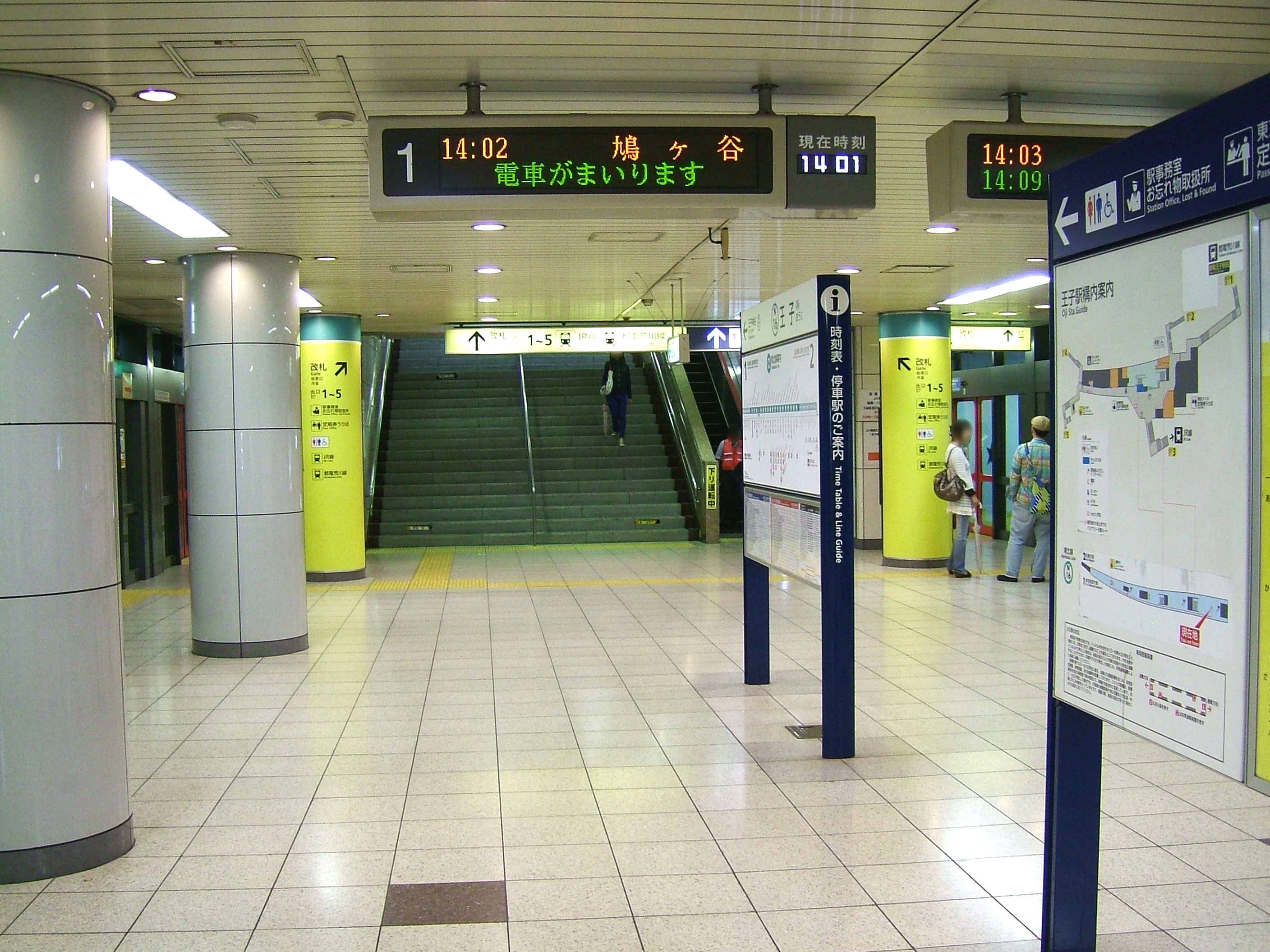
Andén de la línea Namboku
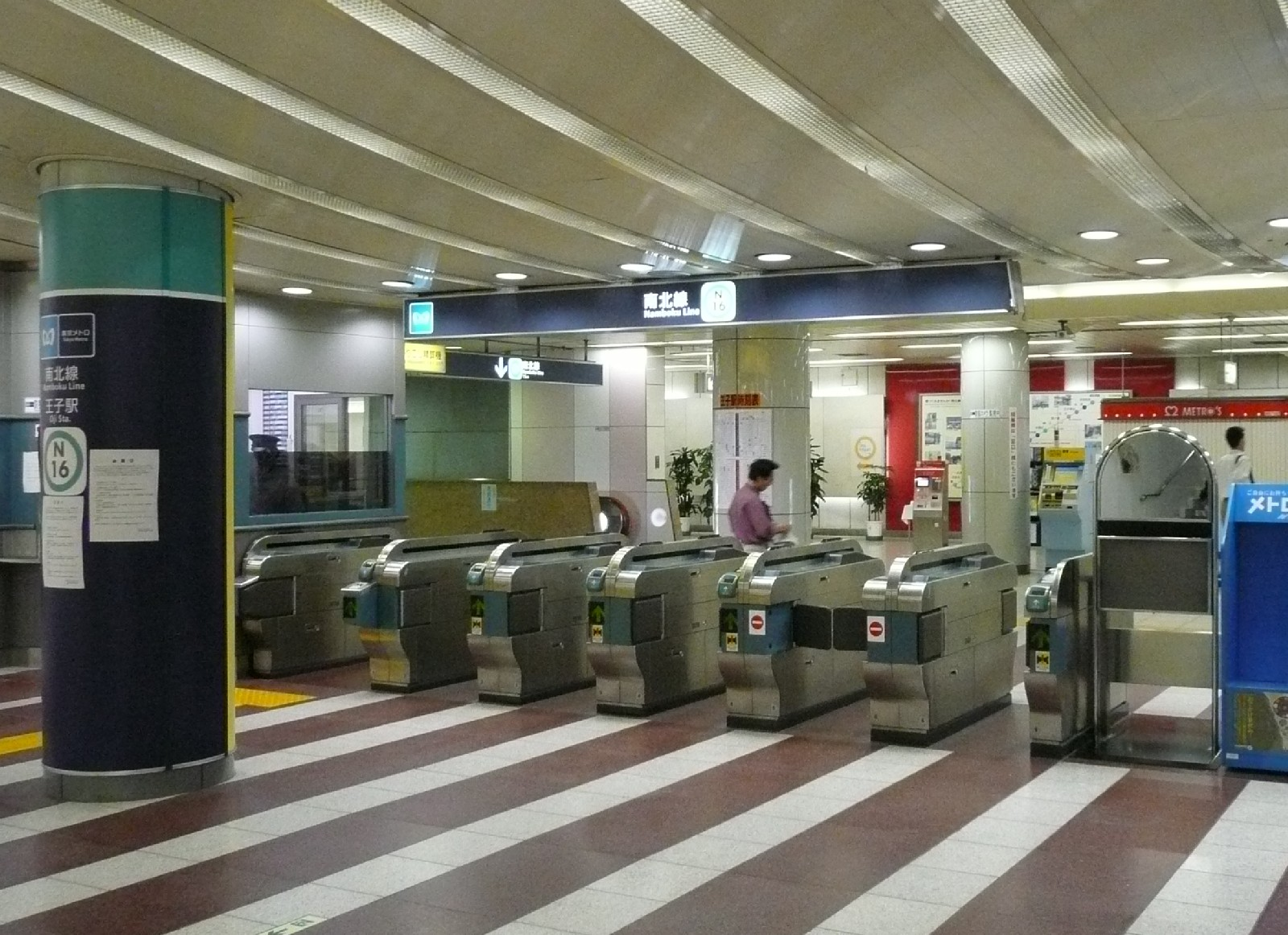
Boletería y accesos al andén de la línea Namboku